# 中岡成文
中岡 成文（なかおか なりふみ、1950年 - ）は、日本の哲学者。大阪大学名誉教授。専門は、臨床哲学、倫理学。

## 来歴
山口県岩国市出身。広島学院高等学校卒、1973年京都大学文学部哲学科卒、1978年同大学院文学研究科博士課程哲学専攻単位習得満期退学。1980年福岡女子大学専任講師、1981年助教授、1987年大阪大学教養部助教授、1994年大阪大学文学部助教授、1996年同文学研究科教授。2001年医学系研究科「医の倫理学」教授を兼任。大阪大学コミュニケーションデザイン・センター (CSCD) 初代センター長を務めた。2014年定年退任。
ヘーゲル哲学から出発して、西田幾多郎、田辺元、三木清などに取り組み、鷲田清一らと共に臨床哲学の運動を起こした。

## 著書
- 『ハーバーマス コミュニケーション行為』講談社 1996（現代思想の冒険者たち）／増補版 ちくま学芸文庫 2018
- 『私と出会うための西田幾多郎』出窓社 1999
- 『臨床的理性批判』岩波書店、双書現代の哲学 2001
- 『パラドックスの扉』岩波書店、双書哲学塾 2007
- 『試練と成熟-自己変容の哲学』大阪大学出版会 2012
- 『養生訓問答 ほんとうの「すこやかさ」とは』ぷねうま舎 2015

### 共編
- 『西洋哲学史 近代編.科学の形成と近代思想の展開』宗像恵共編著 ミネルヴァ書房 1995
- 『知のパラドックス』責任編集 岩波書店、1998 岩波新・哲学講義
- 『戦争責任と「われわれ」 「「歴史主体」論争」をめぐって』安彦一恵、魚住洋一共編 ナカニシヤ出版 1999 叢書倫理学のフロンティア
- 『ドキュメント臨床哲学』本間直樹共編 鷲田清一監修 大阪大学出版会 2010 シリーズ臨床哲学

### 翻訳
- 『フロイト全集 8(1905年)機知』太寿堂真、多賀健太郎共訳 岩波書店 2008

## 参考
- 中岡成文教授 - 大阪大学
- 試練と成熟-自己変容の哲学 - 紀伊國屋書店BookWeb